# ИСУ-122С
ИСУ-122С  (Объект 249) — советская тяжёлая самоходно-артиллерийская установка (САУ) периода Великой Отечественной войны. В названии машины аббревиатура ИСУ означает «Самоходная Установка на базе танка ИС» или «ИС-Установка». Индекс 122 означает калибр основного вооружения машины, буква «С» индицирует отличие от первого серийного образца 122-мм самоходной установки ИСУ-122, и, возможно, означает "скорострельный", т.к. на втором варианте был установлен орудийный досылатель. На этапе разработки ИСУ-122С также обозначалась как ИСУ-122-2 — второй по счёту опытный вариант базовой машины.
Эта боевая машина была разработана конструкторским бюро опытного завода № 100 в апреле 1944 года и принята на вооружение Рабоче-крестьянской Красной армии (РККА) в августе 1944 года. В том же месяце началось её серийное производство на Челябинском Кировском заводе (ЧКЗ), продолжавшееся по сентябрь 1945 года. ИСУ-122С применялись на завершающем этапе Великой Отечественной войны в роли мощного истребителя танков и штурмового орудия.
В послевоенный период ИСУ-122С прошли модернизацию и достаточно долго состояли на вооружении Советской армии. Начиная с середины 1960-х годов, ИСУ-122С были сняты с вооружения Советской армии, некоторое количество уцелевших от разрезки на металл машин сейчас служат памятниками и экспонатами в музеях различных стран мира.

## История создания
Прототип тяжёлой САУ ИСУ-122С Объект 249 был построен на ЧКЗ в апреле 1944 года. Фактически он представлял собой ранее разработанную ИСУ-122 и отличался от неё только вооружением и рядом связанных с ним конструктивных элементов — вместо 122-мм пушки А-19С на новой машине установили пушку Д-25С того же калибра. Причиной замены орудия стала необходимость повышения скорострельности, которая у исходной ИСУ-122 в самых лучших условиях не превышала 4 выстрелов в минуту, а на практике колебалась от 1,5 до 2,5 выстрелов в минуту, что было явно недостаточно для её применения в качестве истребителя танков. Одной из причин низкой скорострельности был ручной поршневой затвор у орудия А-19С, тогда как пушка Д-25С имела более удобный в обращении клиновый полуавтоматический затвор. Объект 249 был успешно испытан на Гороховецком артиллерийском полигоне в июне 1944 года, но не был немедленно запущен в серийное производство — в то время выпуск пушки Д-25 был ещё недостаточен для вооружения самоходно-артиллерийских установок. Однако спустя полтора месяца производственные трудности с объёмом выпуска пушек Д-25 удалось преодолеть и в свете этих обстоятельств Государственный Комитет Обороны 22 августа 1944 года официально принял на вооружение РККА прототип Объект 249 под названием ИСУ-122С. Немедленно после принятия этого постановления первые серийные ИСУ-122С покинули сборочные линии ЧКЗ.
После Великой Отечественной войны много уцелевших ИСУ-122C было переоборудовано в пусковые ракетные установки, самоходные шасси для орудий особой мощности, машины снабжения или БРЭМ.
Небольшое число сохранивших своё оригинальное вооружение ИСУ-122C было модернизировано в 1958 году. Но, по сравнению с ИСУ-152, модернизация была неполной — заменялись только прицелы и радиостанции, двигатель обновлялся не всегда. В начале 1960-х годов ИСУ-122С были сняты с вооружения Советской армии (ИСУ-152 служили гораздо дольше), часть разоружённых машин была даже передана в распоряжение ряда гражданских ведомств.

## Производство
Хотя ИСУ-122С имела ярко выраженное преимущество над исходным вариантом ИСУ-122, полностью перейти на её выпуск ЧКЗ не удалось — всё ещё сказывалась нехватка пушек Д-25, которыми также вооружались танки ИС-2, на чьей базе строились САУ серии ИСУ. До 1 июня 1945 года ЧКЗ построил 475 ИСУ-122С, тогда как до этой даты оригинальных ИСУ-122 было выпущено почти в три раза больше — 1435 самоходок. Всего с августа 1944 по сентябрь 1945 года ЧКЗ выпустил 675 ИСУ-122С. Причиной снятия с производства послужило как общее сокращение выпуска бронетехники после окончания Второй мировой войны, так и отсутствие превосходства в вооружении у ИСУ-122С над танком-базой ИС-2 и его последующим развитием ИС-3.
В конце 1944 года на САУ стали устанавливать 12,7-мм зенитный крупнокалиберный пулемёт ДШК. С января 1945 года уже все установки выпускались с этими пулеметами.
| Год   | 1     | 2     | 3     | 4     | 5     | 6     | 7     | 8     | 9     | 10    | 11    | 12    | Всего |
| ----- | ----- | ----- | ----- | ----- | ----- | ----- | ----- | ----- | ----- | ----- | ----- | ----- | ----- |
| 1944  |       |       |       |       |       |       |       | 25    | 50    | 50    | 50    | 50    | 225   |
| 1945  | 50    | 50    | 50    | 50    | 50    | 50    | 50    | 70    | 30    |       |       |       | 450   |
| Итого | Итого | Итого | Итого | Итого | Итого | Итого | Итого | Итого | Итого | Итого | Итого | Итого | 675   |

Для их вооружения было изготовлено 695 орудий Д-25С (1944 — 265, 1945 — 430)

## Описание конструкции
ИСУ-122С имела ту же компоновку, что и все другие серийные советские САУ того времени (за исключением СУ-76). Полностью бронированный корпус был разделён на две части. Экипаж, орудие и боезапас размещались впереди в броневой рубке, которая совмещала боевое отделение и отделение управления. Двигатель и трансмиссия были установлены в корме машины.

### Броневой корпус и рубка
Броневой корпус самоходной установки сваривался из катаных броневых плит толщиной 90, 75, 60, 30 и 20 мм. На машинах первых модификаций лобовая часть корпуса представляла собой броневую отливку; впоследствии, по мере наличия более стойкой катаной брони, конструкцию лобовой части корпуса изменили на сварную. Броневая защита дифференцированная, противоснарядная. Броневые плиты рубки устанавливались под рациональными углами наклона. Основное вооружение — 122-мм пушка Д-25С — монтировалась в установке рамного типа справа от осевой линии машины. Противооткатные устройства орудия защищались неподвижным литым броневым кожухом и подвижной литой бронемаской. Форма бронемаски у ИСУ-122С отличалась от ИСУ-122. Более компактные противооткатные устройства пушки Д-25С на ИСУ-122С позволили обойтись аналогичной по толщине, но менее габаритной и массивной бронемаской более простой формы в виде сферического сегмента. Однако у первых серийных машин бронемаска осталась прежней конструкции, как у оригинальной ИСУ-122.
Три члена экипажа располагались слева от орудия: впереди механик-водитель, затем наводчик, и сзади — заряжающий. Командир машины и замковый находились справа от орудия. Посадка и выход экипажа производились через прямоугольный двухстворчатый люк на стыке крышевого и заднего листов броневой рубки и через круглый люк справа от орудия. Круглый люк слева от орудия не предназначался для посадки-выхода экипажа, он требовался для вывода наружу удлинителя панорамного прицела. Корпус также имел днищевой люк для аварийного покидания экипажем самоходки и ряд мелких лючков для погрузки боекомплекта, доступа к горловинам топливных баков, другим узлам и агрегатам машины.

### Вооружение
Основным вооружением ИСУ-122 являлась пушка Д-25С (индекс ГАУ — 52-ПС-471С) калибра 121,92 мм и длиной ствола в 48 калибров. Это орудие наследовало от А-19 только часть деталей ствольной группы и не было полностью идентично танковой пушке Д-25Т. По сравнению с танковым вариантом были изменены конструкции тормоза наката и полуавтоматического клинового затвора. Последний имел горизонтальное перемещение клина и полуавтоматику скалочного типа, которая была простой по конструкции, но имела существенный недостаток — большое ударное действие на детали затвора. По сравнению с вертикальным перемещением клина, более типичным для советских орудий того времени, горизонтальное его перемещение позволило уменьшить усилия по его открыванию и закрыванию, повысить плотность компоновки и удобство заряжания. В результате скорострельность в самых лучших условиях повысилась до 6 выстрелов в минуту, а на практике — до 3—4 выстрелов в минуту. Скорострельность ИСУ-122С была выше, чем у танка-базы ИС-2 с аналогичным вооружением вследствие наличия второго заряжающего и большей просторности боевого отделения ИСУ-122С по сравнению с башней ИС-2. Уравновешивание качающейся части орудия в цапфах осуществлялось специальным пружинным механизмом. Орудие Д-25С оснащалось двухкамерным дульным тормозом, который отсутствовал у пушки А-19С. Оснащение дульным тормозом позволило снизить ударные нагрузки на противооткатные устройства и уменьшить их массу и габариты, что благоприятно сказалось на эргономике боевого отделения. Однако это решение имело и свой недостаток — при наличии перевозимых десантников ИСУ-122С не могла стрелять из своего орудия. При выстреле отклонённые дульным тормозом пороховые газы могли нанести серьёзные травмы бойцам на броне самоходки.
Орудие монтировалось в рамке на лобовой бронеплите рубки и имело вертикальные углы наводки от −3 до +20°, сектор горизонтальной наводки составлял 10° (3° влево и 7° вправо). Высота линии огня составляла 1,795 м, дальность прямого выстрела — 1000—1200 м по цели высотой 2,5—3 м, дальность выстрела прямой наводкой — 5 км, наибольшая дальность стрельбы — до 15 км. Выстрел производился посредством электрического или ручного механического спуска.
Боекомплект орудия составлял 30 выстрелов раздельного заряжания. Снаряды укладывались вдоль обоих бортов рубки, заряды — там же, а также на днище боевого отделения и на задней стенке рубки. По сравнению с ассортиментом боеприпасов буксируемых орудий А-19, боекомплект ИСУ-122С был существенно менее разнообразен. В его состав входили:
- бронебойно-трассирующий остроголовый снаряд 53-БР-471 массой 25 кг, начальная скорость 792—800 м/с;
- осколочно-фугасная пушечная граната 53-ОФ-471 или 53-ОФ-471Н той же массы и с той же начальной скоростью на полном заряде.

Вместо бронебойно-трассирующих снарядов 53-БР-471 могли применяться бронебойно-трассирующие тупоголовые снаряды с баллистическим наконечником 53-БР-471Б (с начала 1945 года).
Для разрушения железобетонных ДОТов в боекомплект мог вводиться бетонобойный пушечный снаряд 53-Г-471. Номенклатура метательных зарядов также была существенно уменьшена — она включала в себя полный заряд 54-Ж-471 под бронебойный снаряд и осколочно-фугасную гранату, и третий заряд 54-ЖН-471 только под осколочно-фугасную гранату. В принципе, пушка Д-25С могла стрелять всеми типами снарядов и зарядов от своего «прародителя» А-19. Однако в поучениях и таблицах стрельбы для ИСУ-122С времён Великой Отечественной войны значатся только указанные выше боеприпасы. Это не исключает возможности стрельбы другими типами боеприпасов в то время, но документальных подтверждений такой стрельбы в виде тогдашних отчётов, наставлений и нормативных документов нет. Этот момент составляет пока ещё не до конца исследованный вопрос и часто становится причиной споров на военно-тематических форумах. С другой стороны, в послевоенное время, когда акцент использования ИСУ-122С сместился от истребителя танков в сторону самоходной гаубицы, возможность стрельбы всем ассортиментом боеприпасов от буксируемой А-19 становится существенно более вероятной.
На ИСУ-122С с самого начала выпуска устанавливался зенитный крупнокалиберный 12,7-мм пулемёт ДШК с коллиматорным прицелом К-8Т на турельной установке на правом круглом люке командира машины. Боекомплект к ДШК составлял 250 патронов.
Для самообороны экипаж имел два автомата (пистолет-пулемёта) ППШ или ППС с боекомплектом 497 патронов (7 дисков) и 25 ручных гранат Ф-1.

### Двигатель
ИСУ-122С оснащалась четырёхтактным V-образным 12-цилиндровым дизельным двигателем В-2-ИС мощностью 520 л. с. (382 кВт). Пуск двигателя обеспечивался инерционным стартером с ручным и электрическим приводами или сжатым воздухом из двух резервуаров в боевом отделении машины. Электроприводом инерционного стартера являлся вспомогательный электродвигатель мощностью 0,88 кВт. Дизель В-2ИС комплектовался топливным насосом высокого давления НК-1 с всережимным регулятором РНК-1 и корректором подачи топлива. Для очистки поступающего в двигатель воздуха использовался фильтр типа «Мультициклон». Также в моторно-трансмиссионном отделении устанавливались подогревающие устройства для облегчения пуска двигателя в холодное время года. Они также могли быть использованы для подогрева боевого отделения машины. ИСУ-122С имела три топливных бака, два из которых располагались в боевом отделении, и один — в моторно-трансмиссионном. Самоходка также оснащалась четырьмя наружными дополнительными топливными баками, не связанными с топливной системой двигателя.

### Трансмиссия
САУ ИСУ-122С оснащалась механической трансмиссией, в состав которой входили:
- многодисковый главный фрикцион сухого трения «стали по феродо»;
- четырёхступенчатая коробка передач с демультипликатором (8 передач вперёд и 2 назад);
- два бортовых двухступенчатых планетарных механизма поворота с многодисковым блокировочным фрикционом сухого трения «сталь по стали» и ленточными тормозами;
- два двухрядных комбинированных бортовых редуктора.

### Ходовая часть
Подвеска у ИСУ-122С индивидуальная торсионная для каждого из 6 цельнолитых двускатных опорных катков малого диаметра по каждому борту. Напротив каждого опорного катка к бронекорпусу приваривались ограничители хода балансиров подвески. Ведущие колёса со съёмными зубчатыми венцами цевочного зацепления располагались сзади, а ленивцы были идентичны опорным каткам. Верхняя ветвь гусеницы поддерживалась тремя малыми цельнолитыми поддерживающими катками по каждому борту. Механизм натяжения гусеницы — винтовой, каждая гусеница состояла из 86 одногребневых траков шириной 650 мм.

### Электрооборудование
Электропроводка в САУ ИСУ-122С была однопроводной, вторым проводом служил бронекорпус машины. Источниками электроэнергии (рабочие напряжения 12 и 24 В) были генератор П-4563А с реле-регулятором РРА-24Ф мощностью 1 кВт и две последовательно соединённые аккумуляторные батареи марки 6-СТЭ-128 общей ёмкостью 128 А·ч. Потребители электроэнергии включали в себя:
- наружное и внутреннее освещение машины, приборы подсветки прицелов и шкал измерительных приборов;
- наружный звуковой сигнал и цепь сигнализации от десанта к экипажу машины;
- контрольно-измерительные приборы (амперметр и вольтметр);
- электроспуск гаубицы-пушки;
- средства связи — радиостанция и танковое переговорное устройство;
- электрика моторной группы — электродвигатель инерционного стартера, бобины свечей зимнего пуска двигателя и т. д.

### Средства наблюдения и прицелы
Все люки для входа и высадки экипажа, а также люк артиллерийской панорамы имели перископические приборы Mk IV для наблюдения за окружающей обстановкой изнутри машины (всего 3 штуки). Механик-водитель в бою вёл наблюдение через смотровой прибор с триплексом, который защищался броневой заслонкой. Этот смотровой прибор устанавливался в бронированном люке-пробке на лобовой бронеплите рубки слева от орудия. В спокойной обстановке этот люк-пробка мог быть выдвинут вперёд, обеспечивая механику-водителю более удобный непосредственный обзор с его рабочего места.
Для ведения огня самоходка оснащалась двумя орудийными прицелами — телескопическим ТШ-17 для стрельбы прямой наводкой и панорамой Герца для стрельбы с закрытых позиций. Телескопические прицелы ТШ-17 были градуированы на прицельную стрельбу на расстоянии до 1500 м. Однако дальность выстрела 122-мм пушки Д-25С составляла до 15 км и для стрельбы на расстояние свыше 1500 м (как прямой наводкой, так и с закрытых позиций) наводчику приходилось использовать второй, панорамный прицел. Для обеспечения обзора через верхний левый круглый люк в крыше рубки панорамный прицел комплектовался специальным удлинителем. Для обеспечения возможности огня в тёмное время суток шкалы прицелов имели приборы подсветки.

### Средства связи
Средства связи включали в себя радиостанцию 10Р (или 10РК) и переговорное устройство ТПУ-4-БисФ на 4 абонента.
Радиостанции 10Р или 10РК представляли собой комплект из передатчика, приёмника и умформеров (одноякорных мотор-генераторов) для их питания, подсоединяемых к бортовой электросети напряжением 24 В.
10Р представляла собой симплексную гетеродинную коротковолновую радиостанцию, работающую в диапазоне частот от 3,75 до 6 МГц (соответственно длины волн от 50 до 80 м). На стоянке дальность связи в телефонном (голосовом) режиме достигала 20—25 км, в движении она несколько уменьшалась. Бо́льшую дальность связи можно было получить в телеграфном режиме, когда информация передавалась телеграфным ключом азбукой Морзе или иной дискретной системой кодирования. Стабилизация частоты осуществлялась съёмным кварцевым резонатором, плавная подстройка частоты отсутствовала. 10Р позволяла вести связь на двух фиксированных частотах, для их смены использовался другой кварцевый резонатор из 15 пар в комплекте радиостанции.
Радиостанция 10РК являлась технологическим улучшением предыдущей модели 10Р, она стала проще и дешевле в производстве. У этой модели появилась возможность плавного выбора рабочей частоты, число кварцевых резонаторов было уменьшено до 16. Характеристики по дальности связи значительных изменений не претерпели.
Танковое переговорное устройство ТПУ-4-БисФ позволяло вести переговоры между членами экипажа САУ даже в сильно зашумленной обстановке и подключать шлемофонную гарнитуру (головные телефоны и ларингофоны) к радиостанции для внешней связи.

## Модификации

### Периода Великой Отечественной войны
Визуально ИСУ-122С от исходного варианта ИСУ-122 можно отличить по дульному тормозу на орудии и бронемаске меньших размеров, хотя ряд машин раннего выпуска оснащался бронемаской от ИСУ-122/152. В частности, именно такая ИСУ-122С экспонируется в Музее Великой Отечественной войны в Киеве, Украина.
У серийных ИСУ-122С в зависимости от времени выпуска лоб бронекорпуса мог отличаться по технологии изготовления:
- ИСУ-122С на базе танка ИС 1943 года выпуска имела цельнолитую лобовую броню корпуса.
- ИСУ-122С на базе танка ИС 1944 года выпуска имела лобовую броню корпуса, сваренную из двух катаных бронеплит. Этот вариант самоходки также оснащался более вместительными топливными баками.

### Послевоенные
Высокие боевые и эксплуатационные качества ИСУ-122С, а также некоторая стагнация в развитии советской ствольной самоходной артиллерии в конце 1950-х годов (сказывалось увлечение руководства армии и страны ракетной техникой) привели к решению произвести модернизацию оставшихся в строю машин этой марки. Однако в качестве основной тяжёлой САУ была выбрана ИСУ-152, поэтому модернизация ИСУ-122С была не столь полной, как у ИСУ-152. Замена двигателя производилась не всегда, в обязательном порядке на остающихся в строю ИСУ-122С устанавливались прибор ночного видения и новая радиостанция.

### Машины на базе ИСУ-122С

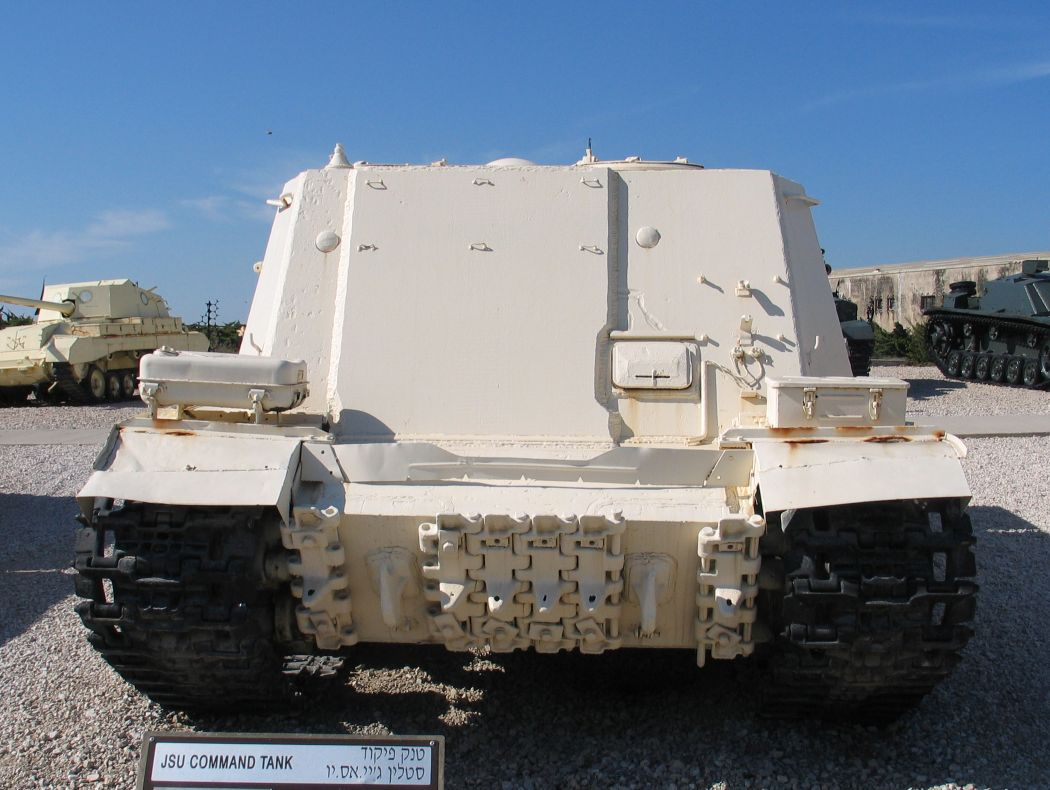
Штабная машина на базе ИСУ

После окончания Великой Отечественной войны шасси ряда самоходок серии ИСУ (включая ИСУ-122С) использовались для создания самоходных артиллерийских систем большой и особой мощности, пусковых установок тактических ракет. Разоружённые ИСУ с заваренным отверстием под монтировку орудия в лобовом листе рубки под названием ИСУ-Т использовались как танковые тягачи, штабные машины, передвижные артиллерийские наблюдательные посты. Некоторое количество таких машин было передано гражданским ведомствам для использования в качестве тягачей или транспортов в труднопроходимой местности. На железных дорогах СССР небольшое количество разоружённых ИСУ использовалось в восстановительных поездах в качестве кантователей или тягачей при аварийных ситуациях. Имеются даже неподтверждённые сведения о наличии нескольких таких машин в инвентарном парке ОАО «РЖД».
На той же базе строились танковые тягачи БТТ-1 с расширенной функциональностью по сравнению с ИСУ-Т. К корпусу БТТ-1 приваривались демпферы для толкания аварийного танка с помощью бревна, сзади машина оборудовалась сошниками, платформой над моторно-трансмиссионным отделением и разборной стрелой ручного крана грузоподъёмностью до 3 тонн. Вместо орудия и боекомплекта в рубке размещалась мощная лебёдка с приводом от коробки отбора мощности от главного двигателя машины. Вариант БТТ-1Т вместо лебёдки оснащался комплектом такелажного оборудования.

## Организация
ИСУ-122С вместе с ИСУ-122 и ИСУ-152 использовались в отдельных тяжёлых самоходно-артиллерийских полках (ОТСАП). С мая 1943 года по 1945 год таких частей было сформировано 53.
Каждый ОТСАП имел 21 самоходку в составе 4 батарей по 5 машин плюс САУ командира полка. Командир полка обычно имел звание полковника или подполковника, командиры батарей — звание капитана или старшего лейтенанта. Командиры самоходок, как правило, были лейтенантами, а механики-водители — сержантами. Остальные члены экипажа по штатному расписанию были рядовыми. ОТСАП обычно имел в своём составе несколько небронированных машин обеспечения и поддержки — грузовиков, джипов или мотоциклов.
Начиная с декабря 1944 года начали формироваться гвардейские тяжёлые самоходно-артиллерийские бригады для обеспечения тяжёлой огневой поддержки танковых армий. Их организация была заимствована у танковых бригад, Количество машин в обоих случаях было одинаковым — 65 самоходок или танков соответственно.
За проявленную доблесть при освобождении белорусских городов 8 ОТСАП были удостоены их почётных имён, а ещё три полка были награждены орденом Боевого Красного Знамени.
Командиры Красной армии старались не смешивать ИСУ-122/122С и ИСУ-152 в рамках одного полка или бригады, несмотря на имевшие место случаи наличия обоих типов самоходок в некоторых частях. Различное вооружение ИСУ-122/122С и ИСУ-152 приводило к трудностям со снабжением боеприпасами, кроме того, при возможной стрельбе с закрытых позиций нужно было вычислять установки для стрельбы для двух различных типов орудий.

## Боевое применение
ИСУ-122С использовалась во всех функциональных областях применения самоходной артиллерии. Вместе с другими тяжёлыми САУ СУ-152, ИСУ-152 и ИСУ-122 она выполняла функции мощного штурмового орудия, истребителя танков и самоходной гаубицы. Однако все эти машины имели различные тенденции боевого применения: СУ/ИСУ-152 тяготели более к роли штурмового орудия, а ИСУ-122/122С — к роли истребителя танков. 122-мм пушка выстреливала 25-кг остроголовый бронебойный снаряд БР-471 с дульной скоростью 800 м/с. Этого было достаточно, чтобы пробить броню любого представителя бронетехники вермахта за весьма редкими исключениями. Только лобовая броня немецких САУ «Элефант» («Фердинанд») и лоб рубки САУ «Ягдтигр» не пробивались БР-471, а броня танка «Королевский Тигр», несмотря на более выгодные углы наклона, часто раскалывалась от попаданий БР-471 из-за плохого её качества. Однако из-за своей высокой кинетической энергии БР-471 часто повреждал тяжелобронированные цели без пробития брони, выводя из строя двигатель и коробку передач механическим ударом. 122-мм орудие имело очень большой бронебойный потенциал, но БР-471 не позволял его раскрыть полностью. Улучшенный вариант тупоголового бронебойного снаряда с баллистическим наконечником БР-471Б был разработан в начале 1945 года, но в массовое производство пошёл уже после окончания войны. Также в рапортах с полей боёв отмечалось, что хорошим действиям по бронецелям противника обладают и осколочно-фугасные снаряды ОФ-471. Они также имели массу в 25 кг, дульную скорость в 800 м/с и снабжались 3 кг тротила. Механического удара и последующего взрыва часто было достаточно для вывода из строя цели без пробития брони.
При прорыве укреплённых полос и в городских боях ИСУ-122/122С использовались как штурмовые орудия, но с меньшей эффективностью по сравнению с СУ/ИСУ-152. Но в общем ИСУ-122/122С заслужила хорошую оценку и в этой роли — ОФ-471 был эффективен против полевых и долговременных фортификацией, открыто расположенной и окопавшейся пехоты, укреплённых зданий. В городских боях длинный вылет ствола 122-мм пушки часто мешал маневрированию в узких местах, причём у ИСУ-122С более длинный ствол затруднял движение ещё больше.
Пока неизвестны документально подтверждённые факты об использовании ИСУ-122/122С в качестве самоходной гаубицы во время Великой Отечественной войны.

## Уцелевшие экземпляры
Большинство ИСУ-122С пережило Великую Отечественную войну, но очень мало из них сохранило свой первоначальный облик. Много машин этого типа было переоборудовано или утилизировано на металл в середине 1960-х годов.  Сравнительно небольшой объём выпуска в 675 машин также повлиял на редкость наличия ИСУ-122С в музейных экспозициях. Единственный сохранившийся экземпляр находится в городе Мальборк (https://tankist-31.livejournal.com/111688.html.)   В Музее Великой Отечественной войны Киеве  демонстрируется макет САУ (https://tankist-31.livejournal.com/112868.html